# Hydropsyche guttata
Hydropsyche guttata là một loài Trichoptera trong họ Hydropsychidae. Chúng phân bố ở miền Cổ bắc.